# James K. Coyne

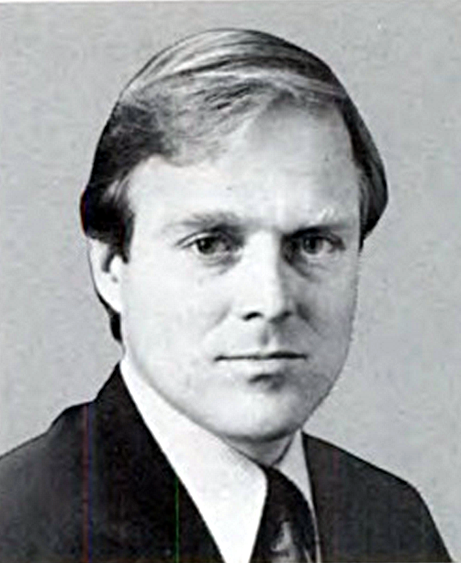
James K. Coyne

James Kitchenman Coyne III (* 17. November 1946 in Farmville, Prince Edward County, Virginia) ist ein US-amerikanischer Politiker. Zwischen 1981 und 1983 vertrat er den Bundesstaat Pennsylvania im US-Repräsentantenhaus.

## Werdegang
James Coyne besuchte  bis 1964 die Abington High School in Pennsylvania und studierte danach bis 1968 an der Yale University. Daran schloss sich bis 1970 ein Studium an der Harvard Business School an. In den folgenden Jahren war er als privater Geschäftsmann und Geschäftsberater tätig. Zwischen 1974 und 1979 hielt er Vorlesungen an der Wharton School, die zur University of Pennsylvania gehört. Von 1971 bis 1981 leitete er auch die Firma Coyne Chemical Corp. Im Jahr 1980 wurde er Ortsvorsteher der Gemeinde Upper Makefield. Politisch schloss er sich der Republikanischen Partei an.
Bei den Kongresswahlen des Jahres 1980 wurde Coyne im achten Wahlbezirk von Pennsylvania in das US-Repräsentantenhaus in Washington, D.C. gewählt, wo er am 3. Januar 1981 die Nachfolge des Demokraten Peter H. Kostmayer antrat, den er bei der Wahl geschlagen hatte. Da er im Jahr 1982 gegen Kostmayer verlor und dieser damit auch sein Nachfolger wurde, konnte er bis zum 3. Januar 1983 nur eine Legislaturperiode im Kongress absolvieren.
Zwischen 1983 und 1985 gehörte er als Direktor des White House Office of Private Sector Initiatives zum erweiterten Stab von Präsident Ronald Reagan. In den Jahren 1985 und 1986 war er Geschäftsführer des American Consulting Engineers Council. Seit 1994 ist er Präsident der National Air Transportation Association. Mit seiner Frau Helen hat er drei erwachsene Kinder.